# Савкіяз
Савкія́з (рос. Савкияз, башк. Сәүкияҙ) — село у складі Татишлинського району Башкортостану, Росія. Входить до складу Кальміяровської сільської ради.
Населення — 249 осіб (2010; 293 у 2002).
Національний склад:
- башкири — 81 %